# Redbridge
Pronunciação
Redbridge é um borough da Região de Londres, na Inglaterra. Sua população é de 293 055 habitantes.